# Kamieńczyk (Góry Bystrzyckie)
Kamieńczyk, czes. Přední Hraniční vrch (722 m n.p.m.) – wzniesienie w Sudetach Środkowych w Górach Bystrzyckich w województwie dolnośląskim.
Wzniesienie położone jest w południowej części Gór Bystrzyckich, po południowo-zachodniej stronie wsi Kamieńczyk.
Jest to kopulaste wzniesienie na rozległej wierzchowinie, o łagodnych zboczach i płaskim, mało podkreślonym obszernym wierzchołku, który wznosi się na 22 m ponad otaczającą go powierzchnię. Południowa i zachodnia strona zboczy położonych po czeskiej stronie od poziomu szczytu częściowo są porośnięte lasem świerkowym regla dolnego, zbocze północne i wschodnie położone po polskiej stronie zajmują zaś łąki i nieużytki rolne. Przez szczyt przechodzi granica polsko-czeska oraz dział wodny oddzielający zlewisko Morza Bałtyckiego od Morza Północnego. Kamieńczyk jest kulminacją niewielkiego masywu, który od południa zamyka Góry Bystrzyckie.
Wzdłuż granicy w latach 90. XX wieku wykopano głęboki rów w celu uniemożliwienia przemytu.

## Turystyka
Przez wierzchołek wzniesienia prowadzi szlak turystyczny:
- – zielony fragment szlaku prowadzącego wzdłuż granicy z Niemojowa przez Trójmorski Wierch na Śnieżnik i dalej.

U podnóża północno-zachodniego zbocza znajduje się turystyczne przejście graniczne Kamieńczyk-Mladkov Petrovický.